# Botyodes diniasalis
Botyodes diniasalis là một loài bướm đêm trong họ Crambidae.